# Körperich
Körperich (Käerperech en Luxembourgeois) est une municipalité allemande située dans le Land de Rhénanie-Palatinat et l'arrondissement d'Eifel-Bitburg-Prüm.

## Géographie
La commune est bordée au nord-ouest par la frontière luxembourgeoise qui la sépare de la commune de Vianden. Cette frontière ne fait que border ou traverser des forêts et ne correspond plus au cours de l’Our à cet endroit.

### Quartiers
- Körperich (Käerperech[1])
- Kewenig
- Niedersgegen (Niddeschgegen[1])
- Obersgegen (Ieweschtgegen[1])
- Seimerich